# Marthemont
Marthemont ist eine französische Gemeinde im Département Meurthe-et-Moselle in der Region Grand Est (bis 2015 Lothringen). Sie gehört zum Arrondissement Nancy und zum Gemeindeverband Moselle et Madon. Mit 51 Einwohnern (1. Januar 2022) ist Marthemont eine der kleinsten Gemeinden Lothringens.

## Geografie
Die Gemeinde Marthemont im Norden der Landschaft Saintois liegt 17 Kilometer südwestlich von Nancy und 17 Kilometer südöstlich von Toul. Das 2,13 km² umfassende Gemeindegebiet erstreckt sich beiderseits des Ruisseau de la Prairie, einem Bach, der zum Madon entwässert. Das kleine Dorf liegt in einem nach Nordosten öffnenden Tal und ist im Süden und Westen von den über 100 Höhenmeter ansteigenden Hängen eines Plateaus eingerahmt. Am bewaldeten Plateau Bois du Fey hat die Gemeinde einen kleinen Anteil. Die Umgebung Marthemonts ist durch Äcker, Weideland und Obstplantagen geprägt. Nachbargemeinden von Marthemont sind Maizières im Norden, Thélod im Osten und Süden, Germiny im Südwesten sowie Viterne im Westen.

## Geschichte

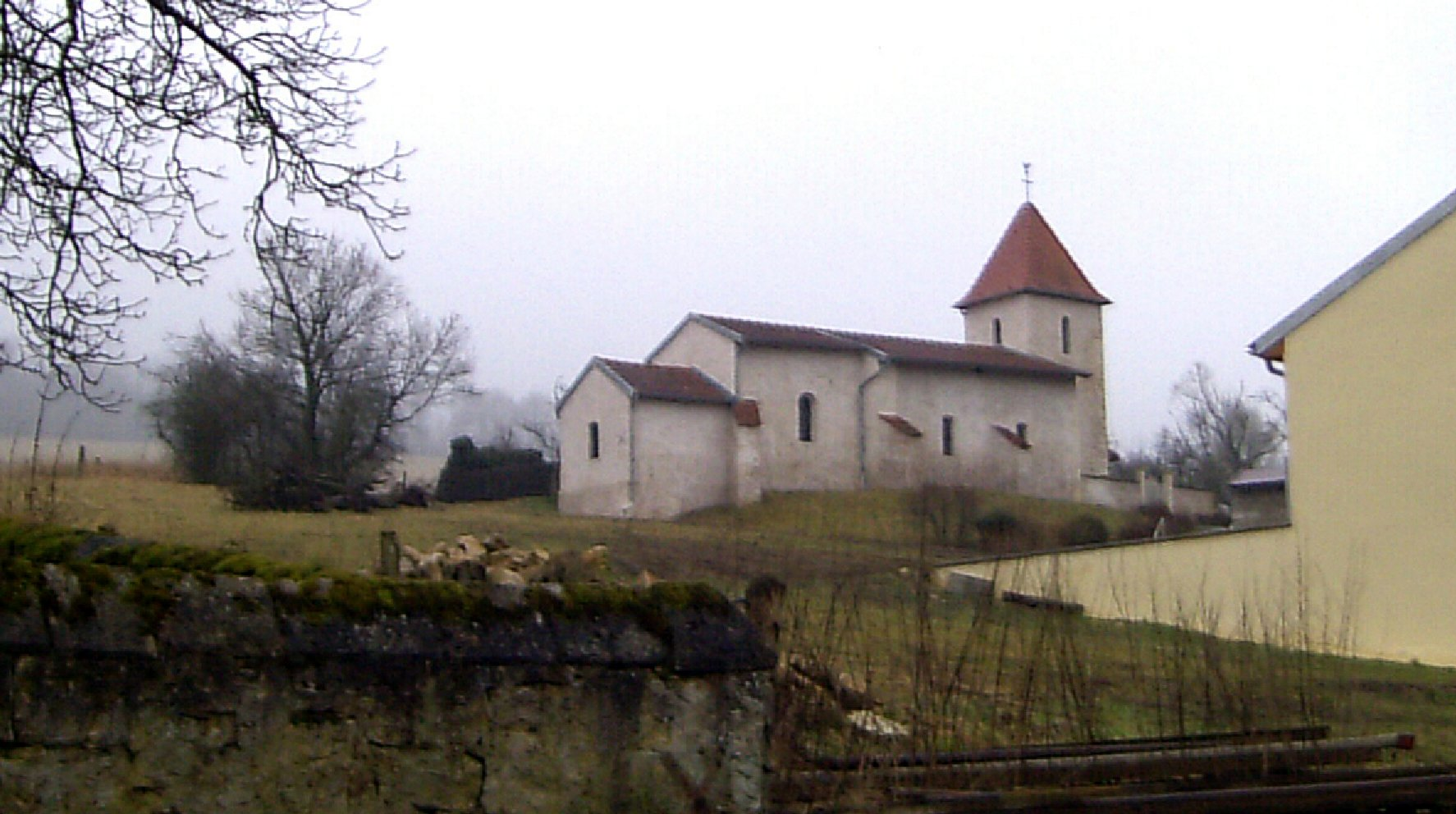
Himmelfahrtskirche Marthemont

Die Kirche in Marthemont wurde im 18. Jahrhundert anstelle einer alten romanischen Kirche aus dem 12. Jahrhundert errichtet. In einer Ecke außerhalb der Kirche befindet sich eine Skulptur, die aus dem 16. oder 17. Jahrhundert stammt.

### Bevölkerungsentwicklung
| Jahr      | 1962 | 1968 | 1975 | 1982 | 1990 | 1999 | 2010 | 2021 |
| Einwohner | 30   | 31   | 21   | 23   | 34   | 33   | 44   | 51   |

Im Jahr 1821 wurde mit 115 Bewohnern die bisher höchste Einwohnerzahl ermittelt. Die Zahlen basieren auf den Daten von cassini.ehess und INSEE.

## Wirtschaft und Infrastruktur
Marthemont ist eines der wenigen ursprünglich wirkenden Bauerndörfer im Département Meurthe-et-Moselle. Ein Teil der Einwohner von Marthemont ist in der Landwirtschaft (Ackerbau, Viehhaltung, Obstanbau) beschäftigt.
Die Gemeinde Marthemont liegt etwas abseits der überregionalen Hauptverkehrslinien, sie ist über eine Verbindungsstraße mit den Nachbargemeinden Thélod und Viterne verbunden. Nahe Viterne besteht Anschluss an die Schnellstraße D 331, die Neufchâteau an der Autoroute A31 (Beaune–Luxemburg) mit Ludres an der Autoroute A330 (Vandœuvre-lès-Nancy-Richardménil) verbindet.

## Belege
1. ↑  Marthemont auf cassini.ehess
2. ↑  Marthemont auf INSEE